# Миодраг Ловрић
Миодраг Ловрић је српски статистичар, редовни професор на Економском факултету Универзитета у Крагујевцу. У јавности је постао познат као кандидат за Нобелову награду за мир, и то два пута.
За ово престижно признање, први пут, 2011. године, био је предложен од стране Републике Српске, а 2013. године Ловрића, заједно са Шломом Савиловским из САД и Калиампудијем Радакришном Раоом (енгл. Calyampudi R. Rao) из Индије, предложили су Американци и Индијци због доприноса Међународној енциклопедији статистичке науке (енгл. International Encyclopedia of Statistical Science). Овим чином, Ловрић је постао други Србин (први је био Никола Тесла) који је номинован за Нобелову награду из Сједињених Америчких Држава.
Миодраг Ловрић се бавио и развојем статистичког/финансијског софтвера. 2010. године изабран је и за члана Краљевског статистичког друштва у Лондону.